# 三木良英
三木 良英（みき よしひで、1887年（明治20年）3月31日 - 1970年（昭和45年）2月18日）は、日本の陸軍軍人、内科医。最終階級は陸軍軍医中将。

## 略歴
兵庫県出身。三木駿三の長男として生まれる。姫路中学校（現兵庫県立姫路西高等学校）、第三高等学校を経て、1912年（明治45年）6月に東京帝国大学医科大学を卒業し、二等軍医に任官し歩兵第20連隊付となる。1913年（大正2年）8月、東京第二陸軍病院（現国立成育医療研究センター）付となる。1914年（大正3年）8月、東京帝大大学院に入学。1915年（大正4年）8月、一等軍医に昇進し、歩兵第71連隊付、青島病院付、スイス駐在を務め、1921年（大正10年）3月、三等軍医正に進級しドイツ駐在となる。1922年（大正11年）6月、東京第二陸軍病院付に発令され帰国。陸軍軍医学校教官に転じ、1924年（大正13年）9月、医学博士の学位を受けた。
1925年（大正14年）4月、二等軍医正に昇進。1927年（昭和2年）12月、軍医学校部員に就任し、1928年（昭和3年）8月、一等軍医正に、1933年（昭和8年）8月、軍医監にそれぞれ進み、1935年（昭和10年）8月、近衛師団軍医部長に就任した。1936年（昭和11年）8月、軍医学校幹事に就任し、1937年（昭和12年）3月、軍医中将に進み朝鮮軍軍医部長に発令された。同年8月、北支那方面軍軍医部長に発令され日中戦争に出征。1938年（昭和13年）2月、臨時東京第一病院長に発令されて帰国。同年12月、陸軍省医務局長兼大本営野戦衛生長官に就任した。1943年（昭和18年）3月に待命となり、同月予備役に編入と同時に召集され軍医学校長に就任した。1944年（昭和19年）12月に召集解除となった。1947年（昭和22年）11月28日、公職追放仮指定を受けた。
戦後、陸軍軍医団緑会会長を務めた。

## 栄典
外国勲章佩用允許
- 1941年（昭和16年）12月9日 - 満州帝国：建国神廟創建記念章[7]

## 親族
- 子息 三木輝男（陸軍軍医少佐）[1]